# Specjalny Region Administracyjny Sinŭiju
Specjalny Region Administracyjny Sinŭiju (kor. 신의주) – specjalny region administracyjny Korei Północnej, utworzony w sierpniu 2002 roku przy granicy z Chińską Republiką Ludową. W skład regionu weszła część miasta Sinŭiju i przygraniczne terytoria.
SRA Sinŭiju miał być w założeniu próbą wprowadzenia w Korei Północnej elementów gospodarki wolnorynkowej na wzór reform chińskich. Region miał być odgrodzony betonowym murem od reszty państwa, a wewnątrz niego planowano przeprowadzenie śmiałych reform: m.in. otwarcie granic dla ruchu turystycznego, dopuszczenie obrotu dewizami czy stworzenie raju podatkowego. Przewidywano przesiedlenie większości mieszkańców w celu uzyskania jak największej ilości gruntów pod zagraniczne inwestycje. Nowa jednostka administracyjna miała otrzymać szeroką autonomię na wzór Hongkongu i Makau; 12 września 2002 roku północnokoreański parlament uchwalił nawet ustawę zasadniczą dla regionu.
Na gubernatora regionu władze północnokoreańskie wyznaczyły chińskiego biznesmena, Yang Bina. Wkrótce po nominacji został on jednak aresztowany przez chińską policję za przestępstwa podatkowe i w lipcu 2003 roku skazany na 18 lat więzienia. Po aresztowaniu Yanga władze północnokoreańskie de facto zarzuciły plany związane z
SRA Sinŭiju i ostatecznie nie przeprowadzono tam żadnych reform gospodarczych i ustrojowych.